# Ли Ун
Ли Ун (Ли Ын) (корейский: 이은; 20 октября 1897 — 1 мая 1970) — последний наследный принц Корейской империи, являлся генералом Императорской армии Японии и 28-м главой Корейского императорского дома. В 1910 году Корейская империя была аннексирована Японией, а его брат, император Сунджон, был вынужден отречься от престола.
10 июня 1926 года, после смерти императора Сунджона, Ли Ун получил титул покойного императора и стал королём Ли Чхандоккуна (昌徳宮李王) — дворца Чхандоккун.
Ли Ун достиг звания генерал-лейтенанта Императорской армии Японии, командовал японскими войсками в Китае и являлся членом Высшего военного совета. После Второй мировой войны ему долгое время отказывали во въезде в Корею, пока в ноябре 1963 года президент Республики Корея Пак Чон Хи не дал разрешение принцу вернуться в Корею. Умер в 1970 году во дворце Чхандоккун.

## Ранний период жизни

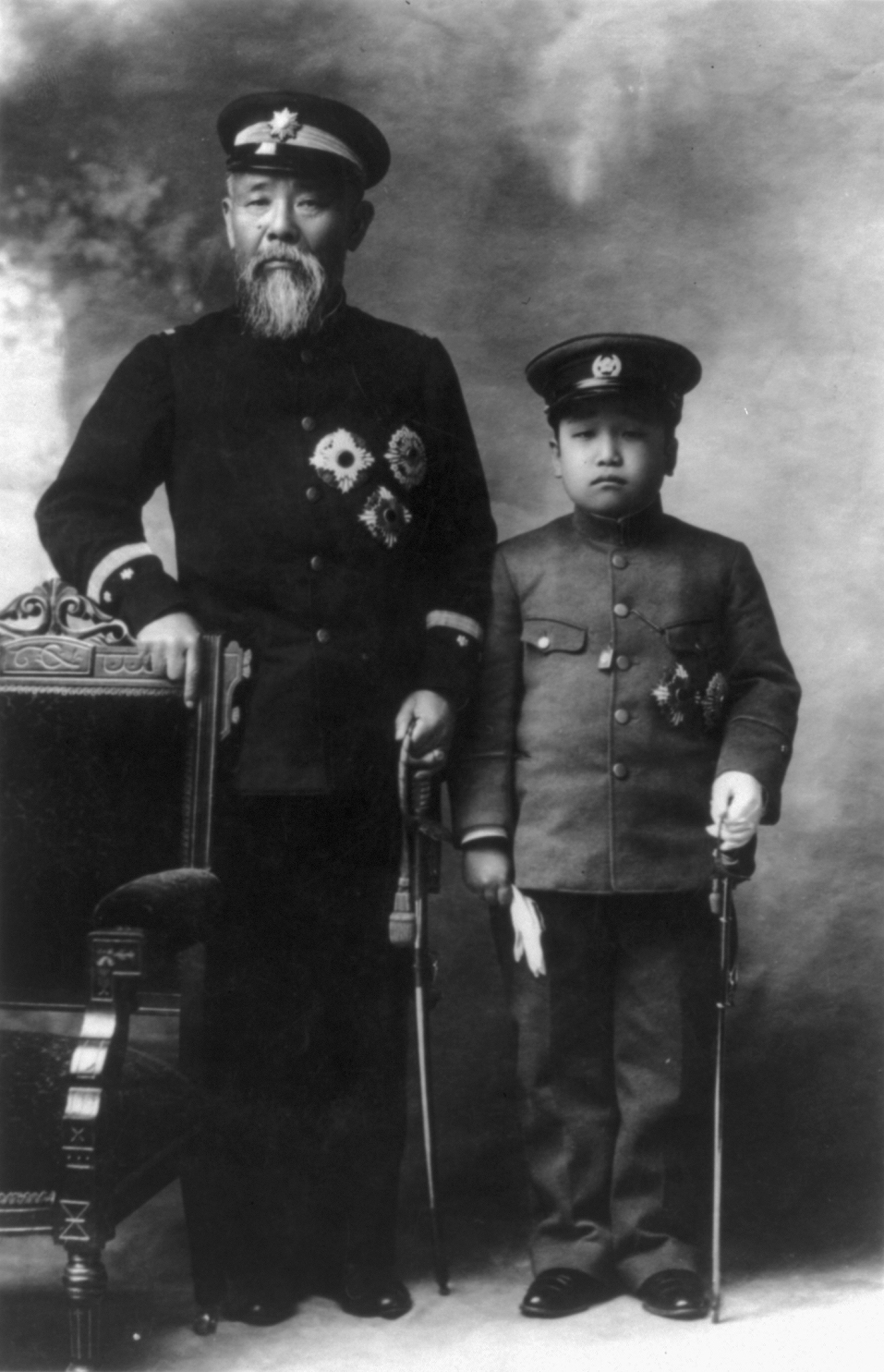
принц Ли Ун и Ито Хиробуми

Принц родился 20 октября 1897 года во дворце Токсугун в  Сеуле и был седьмым сыном императора Коджона. Его матерью была почетная принцесса-консорт  Ом Сон Ён, дворцовая прислуга, которой посмертно был присвоен титул принцессы Сунхон. Принц был младшим единокровным братом императора Сунджона и принца Ли Кана.
В 1907 году Ли Ун становится наследником престола, несмотря на то, что он был моложе принца Ли Кана. Поддержка последнего при дворе была незначительной, поскольку его собственная мать к этому времени уже умерла.
В декабре 1907 года по инициативе Ито Хиробуми Ли Уна отправили в Японию для зачисления в школу пэров Гакусюин. Этот шаг был призван гарантировать, что корейская императорская семья не предпримет дальнейших антияпонских действий после Дела секретного эмиссара Гааги. В 1911 году принцу разрешили посетить Корею после смерти его матери.

## Военная карьера
В сентябре 1911 года принц был зачислен в Армейскую центральную молодежную школу, расположенную в Токио. Он был слаб в гимнастике из-за своего маленького роста, однако проявлял блестящие способности в музыке и боевых искусствах. Позже он поступил в 29-й класс Военной академии Императорской армии Японии, которую окончил 25 мая 1917 года с отличными результатами.

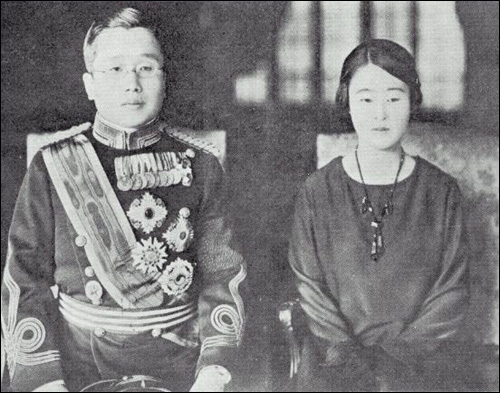
Ли Ун и его жена Ли Банджа (принцесса Масако), 1923 год.

25 декабря того же года принц был произведен в младшие лейтенанты пехоты и неуклонно продвигался по служебной лестнице, получив звание лейтенанта в апреле 1920 г., а в дальнейшем капитана, в июле 1923 г. В  ноябре 1923 года принц окончил 35-й класс Армейского штабного колледжа и начал командовать батальоном  2-го гвардейского пехотного полка. В декабре 1924 г. принц был назначен в Генеральный штаб Императорской армии Японии, а в июле 1926 г. — в штаб Корейской армии.
В 1926 г. принц посетил Корею, чтобы навестить бывшего императора Сунджона в месте с супругой.
В мае 1927 года он отправился в обширное европейское турне, во время которого посетил Францию, Швейцарию, Великобританию, Бельгию, Нидерланды, Германию, Данию, Норвегию, Швецию, Польшу, Австрию, Чехословакию, Италию и Монако, а в апреле 1928 года вернулся в Японию. 
В августе 1928 года он был повышен до майора, а в августе 1929 года стал командиром 1-го пехотного полка IJA.
В декабре 1930 года принц был назначен в Главную инспекцию боевой подготовки и повышен до подполковника в августе 1932 года. В 1935 году он стал полковником и принял командование 59-м пехотным полком, базирующимся в Уцуномии. С апреля 1937 года он служил инструктором в Военной академии.
В июле 1938 года принц был повышен до генерал-майора и в декабре был назначен в штаб Северо-Китайского фронта, где принимал участие в боевых действиях на севере Китая после начала Второй японо-китайской войны. В первой половине 1939 года он осуществил обширные инспекции фронтовых частей по всей северной Японии и провел смотр гарнизонных частей Квантунской армии в Маньчжоу-Го. В августе принц был назначен командиром 2-й гвардейской бригады, а в мае 1940 года стал командиром резервной четвертой дивизии. В декабре 1940 года он получил звание генерал-лейтенанта.
В июле 1941 года принц был назначен командиром 51-й дивизии, также базировавшейся в Уцуномии. Под его командованием дивизия была передислоцирована в Маньчжоу-Го для участия в плане "Кантогун токусю энсю" («Особые манёвры Квантунской армии»), что фактически означало мобилизацию в связи с возможным крупномасштабным конфликтом с Советским Союзом. Однако, подготовка к войне была официально отменена в августе 1941 года. В сентябре дивизия была переведена в Гуандун под командование 23-й армии, а в ноябре принц вернулся в штаб Генеральной инспекции боевой подготовки.
С августа 1942 года принц был переведен в Военно-воздушные силы Императорской армии Японии и стал командующим 1-й воздушной армией с июля 1943 года. В апреле 1945 года он вошел в состав Высшего военного совета.

## После создание правительства Республики Корея
В августе 1948 года, после создания правительства Республики Корея, Ли Ун несколько раз обратился в посольство Республики Корея в Японии с просьбой о возвращении на родину, однако корейское правительство не дало четкого ответа. Напротив, оно отправило распоряжение о том, что личная собственность принца, его особняк в Токио, будут использоваться как государственная собственность. В том же году Ли Ун встретился с послом Соединенных Штатов в Японии Уильямом Сиболдом и попросил юридического толкования своей национальности. Он сообщил Сиболду, что хочет подарить свою собственность в Корее правительству Республики Корея, а имущество в Японии оставить за собой для чтобы иметь источники средств к существованию. Также принц выразил желание остаться в США и получить постоянный вид на жительство, чтобы обучать своего младшего сына Ли Гу. Ли Ун добавил, что не хочет, чтобы его использовали для политических целей в Корее. Сиболд доложил о содержании встречи в Госдепартамент США, где по итогу было установлено, что принц признавался японцем, поскольку он стал членом японской императорской семьи через брак, однако его японское гражданство не было признано японским правительством, что фактически сделало его лицом без гражданства.
В феврале 1950 года Ли Ун встретился с президентом Республики Корея Ли Сын Маном, который находился с визитом в Японии, и изъявил президенту Кореи своё желание вернуться на родину. По словам тогдашнего посла в Японии Шин Хын У, Ли Сын Ман, говоря о Ли Уне, как о потомке династии Чосон, считал его возвращение неблагоприятным для себя.
3 августа 1950 года младший сын принца, Ли Гу, уехал учится в США. Несмотря на просьбу к правительству Кореи выдать ему паспорт для поездки, поступил отказ. Единственным ответом Ли Сын Мана было: "Скажите некоторым людям, чтобы они никогда не притворялись принцами, когда едут в Соединенные Штаты.".

## Возвращение и смерть
В 1954 году в Корее был принят «Закон об управлении бывшей императорской собственностью», который национализировал все активы императорской семьи и устанавливал ежемесячные выплаты на содержание ближайшим потомкам и родственникам императорской семьи, однако Ли Ун был исключён из этого списка.
На протяжении следующих 9 лет принц предпринимал неоднократные попытки добиться получения паспорта, однако его стремления не увенчались успехом.
После установления Второй республики, в результате революции 19 апреля, премьер-министр Чан Мён предложил Ли Уну должность посла в Великобритании, однако принц отказался, сославшись на состояние здоровья. Включение принца в политическую жизнь страны было призвано укрепить шаткое положение Демократический партии Республики Корея. Правительство поддержало идею о возвращении Ли Уна в Корею, принц также выразил желание вернуться.
Состояние принца постепенно ухудшалось, в мае 1963 года он был госпитализирован в больницу Санно в Акасаке.
22 ноября 1963 года Ли Ун вернулся в Корею в состоянии комы и был немедленно госпитализирована в больницу Святой Марии. Причиной его госпитализации в католические больницы Японии и Кореи было то, что он был крещен по рекомендации католического священника в Токио в 1961 году, когда был болен.
22 марта 1963 года Сеульский окружной суд одобрил заявление Ли Уна о предоставлении ему гражданства.
В последние годы жизни принц проживал в зале Наксон дворца Чхандоккун, бывшей резиденции корейской императорской семьи в Сеуле, вместе с принцессой Банджа и младшей сестрой, принцессой Токхе.
1 мая 1970 года в 3 часа ночи у него случился генерализованный припадок, в результате которого он потерял сознание. В 7:30 утра принца перевели из больницы Святой Марии во дворец Чхандоккун, где он скончался в 13:00.

## Похороны
Похороны Ли Уна прошли через 9 дней и были проведены с почестями, подобающими наследному принцу. 9 мая 1970 года в дворце Чхандоккун прошло католическое отпевание и буддийская церемония чтения сутр. На церемонии прощания присутствовал представитель японской императорской семьи принц Такамацу Нобухито

## Награды
- : Орден Золотого Правителя - 17 Апреля 1900
- : Большая лента ордена Восходящего солнца с цветами павловнии – 17 Октября 1907[10]
- : Большой крест ордена Даннеброга – 10 Ноября 1927[11]
- : Командор Большого креста ордена Вазы с цепью – 13 Ноября 1927[12]
- : Большой крест ордена Белого льва – 16 Декабря 1927[13]